# Soul to Soul
Soul to Soul är ett musikalbum av Stevie Ray Vaughan & Double Trouble som lanserades 1985 på Epic Records. Albumet var Vaughans tredje studioalbum. Albumet nådde plats 34 på Billboard 200 i USA, och listnoterades även i några europeiska länder, bland annat Sverige där skivan nådde plats 39 på listan.
Det återutgavs 1999 med tre bonusspår.

## Låtlista
(låtar utan angiven upphovsman skrivna av Stevie Ray Vaughan)
1. "Say What!" – 5:23
2. "Lookin' Out the Window" (Doyle Bramhall) – 2:48
3. "Look at Little Sister" (Hank Ballard) – 3:08
4. "Ain't Gone 'n' Give Up on Love" – 6:07
5. "Gone Home" (Eddie Harris) – 3:07
6. "Change It" (Bramhall) – 3:57
7. "You'll Be Mine" (Willie Dixon) – 3:46
8. "Empty Arms" – 3:03
9. "Come On (Part III)" (Earl King) – 4:31
10. "Life Without You" – 4:18